# Tenjolayar (Cigasong)
Tenjolayar is een bestuurslaag in het regentschap Majalengka van de provincie West-Java, Indonesië. Tenjolayar telt 4322 inwoners (volkstelling 2010).